# PROJECT X ZONE
『PROJECT X ZONE』（プロジェクト クロスゾーン）は、2012年10月11日にバンダイナムコゲームス・バンプレストレーベルから発売されたニンテンドー3DS用シミュレーションRPGソフト。略称は「プクゾー」「PXZ」など。

## 概要
カプコン、セガ、バンダイナムコゲームスのゲームキャラクターが共演するクロスオーバー作品。過去のクロスオーバー作品『NAMCO x CAPCOM』および『無限のフロンティアEXCEED スーパーロボット大戦OGサーガ』の世界観を継承しており、この2作で共演していたキャラクターたちは顔見知りである。
本作のタイトルは『NAMCO x CAPCOM』のように会社名を入れる案もあったが、全てを入れると非常に長くなるうえ、続編ではなく新規タイトルだということもあって、夢のクロスオーバーが実現した企画（プロジェクト）という意味で現在のタイトルになった。公式ブログでも同様のことが書かれ、「様々な作品がクロスオーバーして出会う領域」として「クロスゾーン」と名付けられた。
オープニングアニメーションを監督した雨宮哲は、本人いわく「勝手な思い込み」として本作を『NAMCO x CAPCOM』の延長線上のゲームと考え制作したと語っている。
2015年秋には続編の『PROJECT X ZONE 2:BRAVE NEW WORLD』が発売された。

## ストーリー
黄龍寺の屋敷の地下に保管されていた「経界石」が何者かに盗み出された。黄龍寺 美依は自分の家庭教師である探偵の天斎 小吾郎に事件の調査を依頼し、共に犯人を追おうとした所を、「経界石」窃盗の犯人である「オロス・プロクス」の一団が再び屋敷に忍び込もうとする場に遭遇する。
時同じくして、世界各地で（特に噴水など水が関係する場所で）次元の歪みが現れるようになる。歪みに巻き込まれ、時間や場所、さらには平行世界や現実には存在し得ない場所が交じり合い、既に存在しない人物や物が復活するなど異常事態はどんどん加速していく。これらの事件は「オロス・プロクス」の仕業だと考えられた。
様々な世界から時空の歪みに巻き込まれて出会うはずの無い出会いを果たした者たちは、協力し合いそれぞれがいた世界に戻るための戦いを始める。

## 登場キャラクター
各キャラクターには本作オリジナルのキャッチコピーがついている。名前の後に*があるのは、敵・ライバルキャラクター。また、名前の後に#が付いているのはイベント専用キャラクター。
ゲーム中では、味方側はペアユニットに好きなソロユニットを組み合わせ（組まないことも可能）、3人1組で行動する。ソロユニットは単独で活動することはできない。敵側は原則単騎出撃制となっている。
様々な世界から、次元のゆがみ「ゆらぎ」の影響により突然転移させられたり、何らかの転送装置や魔力、霊力の高い場所や物（教会や巨大樹、魔法陣）の暴走など様々な要因で異世界より集ったプレイヤーキャラクターたち。事態を収拾するため、なにより自分たちの世界に帰るために彼らは共闘していくことになる。

### オリジナルキャラクター

#### 主人公
小吾郎と美依で1組のペアユニットとして行動する。
天斎 小吾郎（てんざい・こごろう）
声：関俊彦
キャッチコピー：私立探偵……しかしその正体は?
本作の主人公。表向きは私立探偵だが、その正体は依頼によってどんな任務もこなす「雇われ忍」であり、戦国時代から続く“天斎流”忍者の一族の末裔。現在は美依の教育係を務めている。
基本的に紳士的な振る舞いをしているが、物事を斜めに構えて見ているきらいがある上に、やや自信過剰で見栄っ張り。「よしなに」「〜かな」が口癖。目立つことは厳禁であるはずの探偵および忍者でありながら、腰まで届く束ねた長髪に加えて虎柄模様の混じった真っ白なスーツに赤いシャツ、黄色のネクタイなど、かなり派手な外見をしている。
本業は探偵にもかかわらず推理が苦手なだけでなく、仕事の選り好みまでするために探偵業はからっきしで儲かっていない。それに反して、高層ビルの一角に探偵事務所を構えているなど、表面的には凄腕の探偵に見えるようにしているが、実はそれも黄龍寺家に用意してもらったものであり、実質的に黄龍寺家のヒモ状態となっている。そのあまりのうだつの上がらない実態を知ったパイからは「養われているの？」と呆れられ、春麗には「男としてプライドを持ちなさい」と叱責されている。なお、滅多に無いが、本気を出すと的中させることができる。
武器は天斎流の宝刀である「如来刀」、背中に着けた大型手裏剣「斜輪剣」、両足につけたワイヤー付きの隠し刃「八双刃」でこのほか分身や高速移動なども得意とする。
ディレクターの森住によると年齢は25歳（大学を出て起業してから3年）、身長は180cmジャストの細マッチョなイメージで、天斎流忍術の応用で鍛えてはいるという。
続編の『PROJECT X ZONE 2:BRAVE NEW WORLD』では、名前だけの登場だが森羅の諜報部員として活躍している。
専用テーマは「ワンダラーズ・ロード」（通常時）と「ハード・タイム」（必殺・複数技発動時）。
黄龍寺 美依（こうりゅうじ・みい）
声：田村ゆかり
キャッチコピー：秘宝を守る、黄龍寺家の“お嬢”
黄龍寺財閥の令嬢でチアリーダー部に所属する高校生。明るい性格だが少々短気でワガママ。小吾郎のことを少し意識している。「〜ってね」が口癖。
元々黄龍寺家は僧院で戦国の世の中で暗躍し裏で動いてきた一族であり、その娘である美依も幼いころより僧兵としての訓練を積んでいる。
露出度の高いひらひらした服装をしているが、戦闘前の掛け合い会話ではヴァシュロン、デビロットから不評を買っている（しかし逆に小吾郎は好評）。
武器は前後両側に銃口がついている可変式長銃「ドラゴン・ジュエル」、銃身を切り詰めた多弾装拳銃「パープル・ポット」、ブーツのかかとに仕込まれた四連装銃「タイガー・ヒール」。
森住によると年齢は17歳で高校二年生、身長は160cm強のイメージだという。
潜在的な霊力を秘めていることからオロス・プロクスに目をつけられ、誘拐の標的にされる。美依自身はその能力に気付いていなかったが、作中で何回か無意識に霊力を感知・放出しており、物語後半では霊力を自覚し、制御できるようになる。
続編の『PROJECT X ZONE 2:BRAVE NEW WORLD』では、名前だけの登場だが養成所に通う見習いとして森羅の一員となっている。
専用テーマは「ワンダラーズ・ロード」（通常時）と「ハード・タイム」（必殺・複数技発動時）。

#### オロス・プロクス
「経界石」を盗んだ謎の組織。本作におけるオリジナルの敵側キャラクターたち。異世界を渡り歩き力を集めている。時空が混ざる現象については発生する位置を発生前に特定し、その上で規模をある程度制御はできるものの、発生そのものは自分たちの仕業ではないと主張する。
ドゥーエ・フラベルム*
声：林原めぐみ
キャッチコピー：妖艶にして残忍な、オロス・プロクスのリーダー
小吾郎たちの前に立ちふさがる謎の組織「オロス・プロクス」の女性リーダー。ベラノス兄弟を配下として引き連れている。
いつも余裕を見せており、人を見下した態度をとる。「〜っていうか？」「〜って感じ？」など言葉を疑問形で結ぶのが口癖。
武器は両手に持った「羽掌（ばしょう）の扇」で、これを使った突風で攻撃してくる他、自らの髪を炎と変化させて自在に操る戦法を使う。
ドライ・ベラノス*
声：たてかべ和也
キャッチコピー：粗野で横暴、ベラノス兄弟の兄
オロス・プロクスの幹部である巨漢の男。ベラノス兄弟の兄。
粗野で乱暴だが、時にユーモラスな面を見せる。また、見かけによらず動きは俊敏だが、短足のせいで膝が弱いらしい。
武器は大剣「大熊の剣」で、相手を「金幌の帯」で動きを封じて渾身の一撃を放つ戦法を得意とする。
アイン・ベラノス*
声：古川登志夫
キャッチコピー：マイペースな気分屋、ベラノス兄弟の弟
オロス・プロクス幹部である細身のサングラスをかけた男。ベラノス兄弟の弟。
いつも気だるそうだが同時に飄々として余裕がある態度を取っており、葉巻を手放さない。語尾に「〜わな」を付けることが多い。
すぐに息切れをするらしく、必殺技や階段を上るといった行動が苦手。何度も煙草をやめようとしたものの、無理と判断するほど努力していない。
武器は手にしたひょうたん「紅蓮の瓢（ひさご）」で、これを使って相手を吸い込んだ上、手にナックルを持って連続で殴りつける攻撃を得意とする。
オロス・エイプ*
声：高橋研二
猿のようなオロス・プロクスの戦闘員。荒々しい口調で喋る。トレーニングモードで相手の重さを「重い」に設定した場合はこの敵を相手にトレーニングを行うことになる。上位種のオロス・ジルバ（声：最上嗣生）もいる。
オロス・スネーク*
声：高橋研二
蛇のようなオロス・プロクスの戦闘員。老人のようなゆっくりした口調で喋る。トレーニングモードで相手の重さを「普通」に設定した場合はこの敵を相手にトレーニングを行うことになる。上位種のオロス・ゴルト（声：最上嗣生）もいる。
オロス・バーズ*
声：高橋研二
鳥のようなオロス・プロクスの戦闘員。落ち着いた冷静な口調で喋る。上位種のオロス・ローザ（声：最上嗣生）もいる。
メーデン・トローレ*
声：大塚芳忠
経界石を使って世界の境界線を越える力を手中に収めようと企む、オロス・プロクスの真の黒幕。ドゥーエは妻にあたる。
本作におけるラストボスである。最終決戦では経界石と融合し、その力を使って闘う。

#### その他のキャラクター
亜片那と百夜・改は出典が『ナムコ クロス カプコン』とされているが、実質今作が初登場。
亜片那*
声：水谷優子
片那の強化版。片那とは違い表情豊かで、明るい性格。服の色も赤、髪の色も黒で、あらゆる点で片那とは対照的。逢魔の北米支部のエージェントの人格を基にしていることから、若干英語混じりの話し方も特徴である。
百夜・改*
声：水谷優子
『無限のフロンティア』シリーズに登場した百夜の強化版ともいえる、亜片那を素体とした逢魔の新兵器。開発に協力したオロス・プロクスが主に使用している。性格や口調および色合いは亜片那のものをそのまま受け継いでいる。次元の扉に指向性を持たせる能力を持っている。ノーパンであり、データベースのコメントでは「下が寒い」と嘆いている。

### バンダイナムコゲームス側のキャラクター

#### 鉄拳シリーズ
風間仁と凌暁雨で1組のペアユニットとして、それ以外は味方時はソロユニットしての登場である。外見の設定上は『鉄拳タッグトーナメント2』準拠となっている。専用テーマは全キャラクター共通で「Tekken Tag Tournament Piano Intro -Massive Mix-」。ただし仁と暁雨のみこれの他に「Jin Kazama」（通常時）がある。
風間 仁（かざま じん）
声：千葉一伸
キャッチコピー：デビルの力を宿す、若き三島財閥頭首
曽祖父である三島仁八を倒し、三島財閥の若き頭首となる。『NAMCO x CAPCOM』（以下ナムカプと表記）に出演した際と比べるとだいぶ冷静かつ大人びた性格になっており、トロンからは「ずいぶん可愛げが無くなった」と称される。
六本木でデビル因子の発作に襲われた上にレッドアリーマーの襲来を受けたところをアキラに助けられ、リュウたちの加勢もあってその場を切り抜けるが、転移に巻き込まれてしまう。その後、バツと共に魔界村に訪れるが、他の仲間たちと合流した際に仲間に加わる。
本作では『鉄拳 ブラッド・ベンジェンス』の要素が取り込まれており、セリフの一部に引用されている部分がある。必殺技は仁が京都城で平八を外に叩きだすものとほぼ同じである。
凌 暁雨（リン・シャオユウ）
声：坂本真綾
キャッチコピー：中国拳法を操る元気娘
中国から移住し三島工業専門学校へ入学。同じ高校に通う仁をデビル因子から救いたいと願う中国拳法の使い手。本作ではバツとも学園祭を通じて知り合い。
アリサ・ボスコノビッチ
声：松岡由貴
キャッチコピー：全身兵器の鋼鉄乙女
三島財閥の兵器開発に携わるボスコノビッチ研究所で製造された少女型アンドロイド。頭は爆弾で首が外れる。普段は仁の命令に従うが、機械であるため容易にプログラムを書き換えられてしまう。
序盤はS.I.Nの手により敵として登場し、仁と平八を抹殺するようプログラムされるが、後に仁がプログラムを書き換えたことで、物語後半から仲間になる。
常に丁寧な言葉遣いだが、稀に方言でしゃべることがある。戦闘前後の掛け合い会話のほとんどが首が外れた立ち絵になっており、様々な作品のキャラクターから突っ込まれている。
三島平八（みしま へいはち）
声：石塚運昇
キャッチコピー：鉄拳王、その若かりし姿
三島流喧嘩空手の使い手。仁は孫にあたる。今作では研究で作られた薬を服用して髪が生えて若返った姿（『鉄拳タッグトーナメント2』時点）になっている。
仁と、魔界で行方不明になった息子を探しており、最初はバミューダ号のデッキにいたが、転移後はジェダとザベルの助けを借りて仁の所在を知り、2人の報告が来るのを待つ間デミトリの城で勝手にご馳走を食べていた。序盤および後半は味方だが、一部のステージでは敵として登場する。
苦しむアウラを根性を持てと元気付けたり、戦闘前後の掛け合い会話でよく明るそうに笑い出したりなど、以前よりも心が広くなったような言動を取るが、一方で仲間の能力や技術を見て何かを企んでいるような仕草を見せる。

#### ゼノサーガシリーズ
KOS-MOS（コスモス）
声：鈴木麻里子
キャッチコピー：“秩序”の名を持つ戦闘用アンドロイド
対グノーシス用に開発された戦闘用アンドロイド。正式名称は「対グノーシス専用ヒト型掃討兵器KP-X」。今作ではエピソード3に登場する躯体Ver.4の姿で登場。
作中ではセスの案内役として登場したが、その後セスの不意打ちからT-elosに守られたため、後にペアを組んで仲間になる。
擬似人格OSが搭載されているが、感情表現は乏しい。だが、稀に謎のブラックボックスにより慈悲に満ち溢れた人格が現れることがある（その際、眼の色も赤から青に変化している）。
戦闘前後会話では味方になっても言動が物騒なT-elosとソロユニットの掛け合い（場合によっては一触即発の時もある）に対しツッコミを入れるというパターンが多い。
しかし、まれにウィルスプログラムの影響で残ったバグにより会話の語尾に「〜にゃ」と付けるため、「その機能不全、いい加減修正しろ」と逆にT-elosに突っ込まれることがある。
専用テーマは「The Battle Of Your Soul」（通常時・必殺技発動時共通）。
T-elos（テロス）
声：鈴木麻里子
キャッチコピー：“究極”を意味する最新型“T兵器”
KOS-MOSと同様の戦闘用アンドロイドだが、KOS-MOSとは違い残忍な性格および感情を持っている。
KOS-MOSを執拗に追い、序盤からしばらくは敵として登場。あくまでも彼女を破壊するのは自分であることに拘っていることと、KOS-MOSらに「決着をつけるのは自分たちの世界で」と説得され、KOS-MOSと共闘することになる。
残忍な言動を取ることが多いが、中でも戦闘前の掛け合い会話でリンドウに褒められると、不機嫌そうにしつつも密かに戦闘力が上昇するというツンデレな一面も持つ。
専用テーマは「The Battle Of Your Soul」（通常時・必殺技発動時共通）。
グノーシス*
人類を襲い敵対する謎の存在。KOS-MOSやT-elosのヒルベルトエフェクトが無いと触ることすらできない。ゴブリン、バグベアー、まなざし、睨み、アルマロスなどの種類が登場する。

#### .hackシリーズ
カイトとブラックローズで1組のペアユニットとして登場。『.hack』シリーズを制作したサイバーコネクトツーの松山洋は、本作を『.hack Vol.4 絶対包囲』の後にあたるカイトとブラックローズの最新のエピソードだとしている。専用テーマはカイト・ブラックローズ共通で「時の階段」。
カイト
声：相田さやか
キャッチコピー：“黄昏の腕輪”で世界を救った“蒼炎のカイト”
伝説のPC（プレイヤーキャラクター）と呼ばれる「ドットハッカーズ」のリーダー。リアル（現実世界）では中学生である。
今作ではブラックローズ共々オンラインゲーム「ザ・ワールド」からログアウト不可という形で未帰還者になってしまい、さらにPCボディのまま主人公たちと共に様々な異世界を渡り歩くことになる。
ゲームに詳しくないブルーノやバツに遊び方を詳しく説明したりするなど冷静かつ優しい面を見せる。ブラックローズとイムカにぼさっとするなと言われたりなど大抵はよく突っ込まれる側だが、逆に特定のキャラクターにツッコミを入れることもある。
ブラックローズ
声：浅野真澄
キャッチコピー：“ドットハッカーズ”の一員、カイトの相棒
リアルではテニス部に所属するスポーツ万能な高校生。カイトと共にPCボディのまま「ザ・ワールド」を抜け出すことになり、様々な異世界を渡り歩くことになる。
戦闘前の掛け合い会話でアーサーやヴァシュロンにアーマーの中身を気にされたり、ジュリやバツにゲームキャラクターであることからダメだしされると直ぐ怒り出すほど短気だが、ゼンガーの斬艦刀やフレンの武具に興味を示す仕草も見せる。
スケィス*
キャッチコピー：再び迫り来る“死の恐怖”
かつて「ザ・ワールド」を襲った災厄「波」を引き起こした「八相」のうちの一体。手にしている十字架には様々なPCの意識が封じられているという。
カイトと壮絶な戦いを経て倒されたかと思われたが、今作で謎の復活を果たし再び襲いかかる。「八相」の元の姿であるスケィスゼロも登場。
ステハニー*
声：檜山修之
「ザ・ワールド」のエリアワールド「疎ましき金色の陽鬼」に登場する金色のゴブリン。普通のステハニーの他、ステハニーR、ステハニーT、ステハニーXがいるが、見た目も口調も同じである。非常に逃げ足が速く、ゴブリン族では最速と言われている。
本作では魔界村に現れ、魔界への門の鍵を探していたパーティーに「鬼ごっこに勝利したら鍵を渡す」という条件でパーティーに鬼ごっこ勝負を挑んできた。
ゴブリン*
声：奈良徹
「ザ・ワールド」における最下級の雑魚モンスター。次元の歪みによりリアルでも姿を現す。
首狩人*
声：上別府仁資
片手に頭蓋骨を持った剣士。次元の歪みによりリアルでも姿を現す。上位種で魔法も使う首＊人、首なし皇帝も登場。
オニグソゴイル*
人間の頭部のような物を抱えた怪獣の石像。次元の歪みによりリアルでも姿を現す。上位種のクソスタチュー、スフィンクソも登場。
アウラ#
声：坂本真綾
キャッチコピー：“ザ・ワールド”を見守る、薄明の女神
「ザ・ワールド」の管理システムから生まれた存在。
世界の境界線が揺らいでしまっている今作では、電脳世界のみならずリアルの世界にも主人公らを転送させることができる。物語中盤でスケィスによりデータをバラバラにされ、様々な世界へ散らばってしまう。
敵のエネルギーによって苦しんでいる時、バンや平八に気合や根性を持てといわれると、それを静かに受け入れる一面がある。
専用テーマは「隠されし 禁断の 聖域」。

#### テイルズ オブ ヴェスペリア
ユーリとエステルで1組のペアユニットとして、フレンはソロユニットで登場する。テイルズ オブ シリーズから『ヴェスペリア』が選ばれたのは、シリーズの中でもキャラクターの年齢がわりと高く、他作品の主人公たちと共演しても違和感がなく戦いやすいと考えられたため。
ユーリ・ローウェル
声：鳥海浩輔
キャッチコピー：希望のギルド“凛々の明星”
異世界テルカ・リュミレースに住む21歳の青年で、ギルド「凛々の明星（ブレイブヴェスペリア）」のメンバー。
常に余裕を失わない大胆不敵な性格で、皮肉屋だが人情に溢れ、誰かを犠牲にする大義を厭い、目の前で苦しむ者たちを救うことを良しとしている。だが正義のためなら暗殺など法を犯すこともいとわない。剣をジャグリングするような型破りの我流剣術で戦う。
原作終了後、エステルの依頼により、ハルルの木の変調を調べている途中にエンドレス・フロンティアの不死桜にエステル共々転移してしまう。
戦闘前後会話では世間知らずゆえに他作品のキャラクターの発言を真に受けるエステルや彼女に余計なことを吹き込むキャラクターにツッコミを入れていることが多い。
専用テーマは「鐘を鳴らして」（通常時）、「凛々の明星がゆく」（通常時・複数技発動時）と「火花散らして」（必殺技発動時）。
エステル
声：中原麻衣
キャッチコピー：癒しの力を持つ天真爛漫な姫君
異世界テルカ・リュミレースの先帝の遠縁で次期皇帝候補の一人だった姫君。18歳。本名は「エステリーゼ・シデス・ヒュラッセイン」。
生まれて長らく軟禁生活を送っていたため世間擦れしていない箱入り娘だが、非常に博学で目を閉じて本の記述を引用する癖がある。語尾に「〜です」「〜です？」を付けることが多い。
魔導器なしに治癒術を扱える特異体質。献身的かつ、良くも悪くも妥協や打算ができない一途で頑固な性格で一度決めたことは曲げない強い意思の持ち主。
「凛々の明星」にハルルの木の変調について依頼し、調べている最中にユーリと共にエンドレス・フロンティアへ転移してしまう。そこで番人として動いていたゼンガーと一戦を加えるが、和解した後に合流した仲間たちと供に加入する。
また異世界の姫である神夜に初めて会った時には、彼女の抜群なプロポーションに一時意気消沈しかけるが、後にライバル意識を持つようになる。
専用テーマは「鐘を鳴らして」（通常時）、「凛々の明星がゆく」（通常時・複数技発動時）と「火花散らして」（必殺技発動時）。
フレン・シーフォ
声：宮野真守
キャッチコピー：正義を貫く帝国騎士
ユーリの幼なじみにして無二の親友。平民出身ながら21歳にして帝国騎士団小隊長、のちに隊長にまで上り詰めた新進気鋭の騎士。
ユーリとは同じ下町で暮らしており、道は違えど今でも固い友情で結ばれている。エステルとは数年前からの知り合い。ユーリとは対照的な正統派なヒーロー。味覚と料理の腕前は壊滅的。
本作ではユーリらに先んじて空間転移に巻き込まれていた。デビロットと共にランドグリーズ城前に転移させられ、彼女の護衛をさせられそうになるが、転移された仲間たちと合流することで取り消せた。
剣と盾を装備した真面目で実直な騎士という、様々な意味で濃い自軍メンバーおよび彼らの作品内に少なかったキャラクターのため、好意的な掛け合いを戦闘前後会話にて行っている。
しかし、掛け合い相手次第によっては振り回されたりすることが多く、小牟が腐女子的な意味でユーリとの関係やジェミニに「サムライとナイトどっちが強いの？」といった質問、さらにはブラックローズが彼に「キャラメイク」というゲーム用語やジルに組み合わせがシュールと言われたり、ゼファーの現代用語などの発言を受けて困惑することも。
ゼロのゼットセイバーを見て「光で斬る剣」と興味を示す掛け合いもある。
専用テーマは「火花散らして」。
アウトブレーカー*
エイのような外見のテルカ・リュミレースのモンスター。大いなる災厄、「星喰み」の一種。ユーリたちによって滅ぼされたが、何らかの方法で復活している。全く同じ姿を持つデイブレーカー、ナイトブレーカーも登場する。
ジェントルメン*
声：宮下栄治
気の抜けた声が特徴的な細身のテルカ・リュミレースのモンスター。
ガットゥーゾ*
狼のような姿を持つテルカ・リュミレースのモンスター。ヒステリックパープルとは違い、ちゃんと名称をユーリに覚えられていた。
ハンマーゴーレム*
全身が岩で構成されたテルカ・リュミレースのモンスター。
ヒステリックパープル*
紫の幽霊のような姿を持つテルカ・リュミレースのモンスター。ガットゥーゾとは違い、ユーリに名称をよく覚えられておらず、初登場の際は「なんとかパープル」と呼ばれた。

#### スーパーロボット大戦OGシリーズ
時系列的には『第2次スーパーロボット大戦OG』の後という位置づけになっている。本作の戦い後、『無限のフロンティア』シリーズのハーケンと共に『スーパーロボット大戦OG』シリーズの世界に帰還（転移）し、物語は『スーパーロボット大戦OG ムーン・デュエラーズ』へと続く。
ゼンガー・ゾンボルト
声：小野健一
キャッチコピー：斬艦刀を持つ、新西暦の武人
機動兵器「ダイゼンガー」のパイロット。示現流を使うドイツ人。
本作では普段帯刀している日本刀を神夜が変化させた今作オリジナル武器「霊式・斬艦刀」を武器にソロユニットとして生身で戦う。また、異世界へ飛ばされた際、偶然出会ったハーケンと神夜の名前が元部下であるキョウスケ・ナンブ、エクセレン・ブロウニングと同じだったために反応している。
次元転送装置の修理が終わるまで、好意で不死桜の番をしていた所、そこにユーリとエステルが流れ着いたところを発見する。そこで、ユーリを知るため彼と戦いで語り合おうと一戦交えた後意気投合し、ユーリたちとは違う場所から流れ着いた他のキャラクターと共に、彼らと一緒に流れ着いた魔物を退治することにする。
酒を一滴も飲めない下戸のため、酒より茶を好む。29歳だが、その言動やいかつい風貌やから他作品のキャラクターからは彼らよりはるかに年上の中年と思われることが多く、戦闘前後の掛け合いでユーリからはおっさん呼ばわりされる。また、風貌が侍に見えるためジェミニとエリカから「チョンマゲは日本に忘れてきたのか」と問われて「そもそも日本人ではない」と突っ込むことも。
専用テーマは「悪を断つ剣」。

#### ゴッドイーターシリーズ
ソーマとアリサで1組のペアユニットとして、リンドウはソロユニットとして登場する。時系列的には『ゴッドイーター バースト』の後という位置づけになっている。
ソーマ・シックザール
声：中井和哉
キャッチコピー：アラガミの因子を持つ、旧型ゴッドイーター
フェンリル極東支部第1部隊所属のゴッドイーターで、神機は剣の形をした旧型。18歳。わずか12歳でゴッドイーターとなった青年で、ずば抜けた身体能力や五感を持つ。
極東支部の支部長の実子で、胎児の頃にアラガミの偏食因子を埋め込まれたため、高い身体能力を持つ。それゆえ、彼と出撃したゴッドイーターは戦死する（正確に言えば彼が奇跡的に生還する）ことが多く、「死神」と呼ばれることもある。以前はアラガミの因子を持つことが原因で他人との接触を拒んでいたが、原作における様々な出来事を経て精神的に成長した。この成長ぶりはゲーム内でも見ることができるが、アリサやリンドウに指摘されると嫌がる。
今作では任務中に60年前の日本（すなわち現代）にアリサと、リンドウと入れ替わる形で転移してきたヴァシュロンと共に主人公たちと出会い、元の世界へ帰るべく共闘することに。
冷静かつ無愛想な会話をすることが多く戦闘前の掛け合い会話ではバンに活入れされるのを「余計なお世話」と発言、うららのインタビューをアリサに一任、フレンの心強さに批判されたりなどツッコミ側からいじられることが多い。
さらに騒がしいことが嫌いなため、アリサにセクハラ発言を連発するヴァシュロンや、常に熱血漢であるバツなどのキャラクターが苦手の模様。
専用テーマは「終わりなき侵食」（通常時）と「Over the Clouds」（通常および必殺・複数技発動時）。
アリサ・アミエーラ
声：坂本真綾
キャッチコピー：過去を振り払った、新型ゴッドイーター
フルネームは「アリサ・イリーニチナ・アミエーラ」でロシア出身のゴッドイーター。15歳。神機は銃形態と剣形態に変化できる新型。気位が非常に高く、しばしば高慢で高圧的な態度で他人と接していた。だが原作の出来事を経て過去のトラウマを乗り越え、仲間たちとも次第に打ち解けていった。
本作ではソーマとヴァシュロンと共に60年前の日本に転移してしまい、元の世界に帰るべく共闘する。また、まだアラガミに喰い尽される前の日本を見て少し感動と同時に悲しみを感じている。口癖は「ドン引きです」。
ソーマ共々戦闘後のコアの摘出が無いことに物足りなさを感じている（本作では敵を1体倒すごとに必ず何らかのアイテムは入手できる）。
本作では『鉄拳』シリーズのアリサも登場しているために同名者がいるとややこしくなることから、ソーマから「首が取れる方と取れない方」という区別を付けられた。また「アリサども」とまとめて呼ばれることもある。
他にもジュリから「チャラチャラした格好で出てくるな」や、沙夜から「最近の子は進んでいる」と言われたり、ヴァシュロンに「動きやすいとかではなくニーズが有るか無いか」と言われたりなど、自身の露出の多い服装をいじられることが多い。
専用テーマは「終わりなき侵食」（通常時）と「Over the Clouds」（通常・必殺および複数技発動時）。
雨宮リンドウ（あまみや リンドウ）
声：平田広明
キャッチコピー：アラガミの右腕を持つ、ゴッドイーター
フェンリル極東支部に所属するゴッドイーターで階級は少尉。26歳。愛煙家かつ酒好き。
飄々としてとらえどころの無い性格だが腕前は相当なもので、彼の部隊の生還率は他の部隊より圧倒的に高いため新米を引き受けることが多い。新米への面倒見や周囲への気配りもできる大人。
原作におけるある事件でアラガミ化してしまうが、奇跡的に復帰を果たしている。右腕はその名残であり、今作でもこの右腕を神機に変化させて戦う。
ソーマ、アリサと共に任務中転移に巻き込まれるが、ヴァシュロンと入れ替わる形でゼファーとリーンベルと共に「ザ・ワールド」の礼拝堂に来てしまう。その後、ソーマと主人公たちと合流し、元の世界に戻るべく共闘する。
同い歳のヴァシュロンとは雰囲気が似ているらしく、入れ替わってもゼファーたちにしばらく気付かれず、「ヴァシュロン」と呼ばれているのにそれを否定せずに話を続けていた。
戦闘前の掛け合い会話の中では自身の右腕をいじられることが多くジルや春麗からは心配されたり、仁やデミトリからはデビル（悪魔）のような物といわれたり、他にもエックスや神夜やレイレイに興味を示されている。また、同じ酒好きかつ愛煙家であるブルーノとも気が合う模様。
専用テーマは「神と人と -shall we meet again-」。
ヴァジュラ*
キャッチコピー：獰猛にして機敏、危険なアラガミ
かなりの巨体を持つ四足歩行のアラガミ。アラガミがはびこるステージではほとんどアラガミのボスとして登場する。
作中数回戦うことになるが、戦闘後は撤退せずに撃破されており、全て別個体である。
アラガミ*
あらゆる物を捕食する存在。ソーマたちの世界が荒廃しているのは彼らによる侵食が進んでいるせいである。上記のヴァジュラもこれに属する。オウガテイル（通常種、堕天）、ザイゴート（通常種、堕天〈火〉、堕天〈氷〉）、コクーンメイデン（通常種、堕天〈雷〉、堕天〈氷〉）、コンゴウ（通常種、堕天）などの種類が登場する。

#### ワルキューレの冒険シリーズ
ワルキューレ
声：井上喜久子
キャッチコピー：地上に降り立ちし、乙女の騎士
本作では再び起こりつつある異変を調査しており、モリガンのアドバイスで便利屋デビルメイクライを訪れる。
少々天然な面もあり、魔法陣から現れ規律で本名が名乗れないとしてコードネームで呼び合うクルトとリエラを見て「自分のことはセブンティーンと呼んでください」と言う。
戦闘ではソロユニットとして登場し、アーサーの予備の鎧を常時している。
戦闘前の掛け合い会話では、エリカやゼファーやアリサに神の存在に気づかせる存在感を見せるが、パイが彼女を映画に出演させようとしたり、フランクがレイレイとチェンジさせようとしたりなど色々な意味で仲間たちから気に入られている様子。また、クルト、リエラとの掛け合いでは先述の「セブンティーン」の話題を出す。
専用テーマは「メイン・テーマ（ワルキューレの伝説）」。
カオックス*
魔人カムーズによって作られた仮面のモンスター。通常種の他、青色も登場する。
シーザス*
声：上別府仁資
頭と手がハサミのようになっているモンスター。緑、青、黒の3種類が登場する。
ロボディアン*
魔王ゾウナによって造られたロボット。通常種、金の2種類が登場する。

#### 無限のフロンティアシリーズ
ハーケンと神夜で1組のペアユニットとして登場。
ハーケン・ブロウニング
声：檜山修之
キャッチコピー：さすらいの賞金稼ぎ
神夜と共にシュラーフェン・セレストの調査中にゼンガーと出会い、直後に転移してきたジェダに対して共闘する。
その後暴走したファントムを追っていたところ、クロスゲートにより秋葉原（原作で小牟から聞かされていたことを聞き間違えたため、悪鬼覇原と呼んでいる）に現れ、友人の零児らと共に今回の事件を追っていくことになる。
敵味方に「OK、〇〇〇」と呼ぶことが多いが、ジュリは彼を「勘違い野郎」と呼ぶほど気に入られていない様子。
専用テーマは「無限の"刻"を超えた地で」（通常・必殺技発動時）、「All Correct!」（通常時）と「ROCKS」（複数技発動時）。
楠舞神夜（なんぶ かぐや）
声：ゆかな
キャッチコピー：天衣無縫、豊かなお姫様
偶然出会ったゼンガーの刀に霊力がこもっていることを見抜き彼の刀を「霊式・斬艦刀」に変化させている。
本作に登場する女性キャラクターの中でもトップクラスの豊満なボディと露出度ゆえに、ジェダからは「見目麗しくも知性なき肉体を持てあます淑女」、美依からは「すごいのがきちゃった」、ユーリからは「種族が違う」呼ばわりされた挙句、フランクからは写真を何枚も激写されるなど他作品のキャラクターからは色々な意味で注目の的となっている。
専用テーマは「無限の"刻"を超えた地で」（通常・必殺技発動時）、「All Correct!」（通常時）と「ROCKS」（複数技発動時）。
ファントム
キャッチコピー：亡霊の名を持つパーソナルトルーパー
ハーケンのパーソナルトルーパーで相棒ともいえる自立型ロボット。今作では何らかの理由により暴走しており、ハーケンたちと数回敵対する。だがある程度ストーリーが進むとトロンによって暴走を止められ、正常に戻る。
正常に戻ってからはハーケン＆神夜の複数技の一員として戦闘に参加する。
ネクロン*
声：國分優香里
エンドレスフロンティアの賞金首となっている呪いの書。オミコンとは長い付き合いで、語尾に「〜、オミコン」をよく付ける。
好戦的な性格であり、戦うためにオロス・プロクスに加担。作中何度も勝負を仕掛けてくる。
オミコン*
声：西口杏里沙
エンドレスフロンティアの賞金首となっている呪いの書。ネクロンとは長い付き合いで、語尾に「〜、ネクロン」をよく付ける。
相方のネクロン同様好戦的な性格であり、戦うためにオロス・プロクスに加担。作中何度も勝負を仕掛けてくる。
呪いの書*
声：藤野泰子
本から女体が飛び出している容姿のモンスター。ネクロンとオミコンもこれに属する。同種族として裁判書、死者の書が登場する。
WRレッド・重装型*
声：奈良徹
人造人間「Wシリーズ」の量産型。上位種のWRゴールド・重装型（声：匠つかさ）も登場。
エメラルド・ドラグーン*
機械の体を持つドラゴン型モンスター。上位種の黒炎龍も登場。
防衛システムα*
カプセル状の頭部を持つ浮遊ロボット。トレーニングモードで相手の重さを「超重い」に設定した場合はこの敵を相手にトレーニングを行うことになる。上位種の防衛システムγも登場。

#### ナムコ クロス カプコン
零児と小牟で1組のペアユニットとして登場。
有栖零児（ありす れいじ）
声：井上和彦
キャッチコピー：特務機関＂森羅＂のエージェント
超常現象などが専門の「森羅」のエージェント。
今は亡き父親同様、護業抜刀法の使い手であり、今までは唯一抜けなかった五本目の武器、水属性の刀「霜麟」を抜いてパワーアップしている。口癖は「そいつは重畳」。髪の白い部分と額の傷は沙夜によるもの。
基本的にはツッコミ役であり他の人物たちがボケた時のストッパー。小牟への尻叩きが本人にとってはご褒美になりつつあるため、他のお仕置きを考えようとしている。
専用テーマは「すばらしき新世界」、「ゆらぎの街のアリス」（共に通常時）、「必勝への軌跡」（必殺技発動時）と「いつかきっと月光の下で」（複数技発動時）。
小牟（シャオムゥ）
声：南央美
キャッチコピー：まだまだ若い、765歳の仙狐
零児同様、森羅のエージェントである仙狐。零児の父、正護ともかつてはコンビを組んでいた。零児の師匠でもあるのだが、戦闘前後の掛け合いなどでは上下関係は逆転している。
見た目はまだ若いながらも765歳という高齢のため、一部キャラクターからは老人扱いされる。
長い間生きているおかげで培われた（主におたく的方面での）ディープな知識を持ち、「ザ・ワールド」のヘビープレイヤーでもある。
専用テーマは「すばらしき新世界」、「ゆらぎの街のアリス」（共に通常時）、「必勝への軌跡」（必殺技発動時）と「いつかきっと月光の下で」（複数技発動時）。
沙夜（さや）*
声：折笠愛
森羅と敵対する逢魔のエージェントである妖狐。ゆらぎの制御を目的としている。オロス・プロクスの計画に加担しており、逢魔の百夜、亜片那など戦力も提供し、オロス・プロクスの協力で新兵器「百夜・改」を完成させている。
零児や小牟との因縁は深く、零児の頭の傷と髪の毛の一部が白いのは彼女のせいである。
中盤までは毒牛頭、毒馬頭、その他逢魔の戦力を引き連れて敵として登場。しかしオロス・プロクスによる百夜・改の利用が目障りになったことで計画に見切りをつけ、自ら逢魔を離れ主人公たちの仲間に加わる。表面上は逢魔を裏切ったことになっているが、その間にも密かに毒牛頭と毒馬頭に命令を下しており、S.I.Nについて調べさせていた。
その後毒牛頭に露骨に罵声を浴びせられた際、しばらく間を置いて「お仕置きは少し軽くしておきましょう」と言っている。
味方加入後はソロユニットとして戦闘に参加。ソロユニットの中では唯一、敵を毒状態にできる技を持つ。
専用テーマは「すばらしき新世界」。
毒牛頭（どくごず）*
声：西嶋陽一
沙夜の部下である逢魔のエージェント。その名のとおり牛の頭部を持つ。毒馬頭とは違い豪快な性格で、沙夜のことを「アネゴ」と呼ぶ。
『無限のフロンティア』シリーズと同様に神夜に求婚するシーンもある。
沙夜のことは基本的に信じていると言っているが、沙夜が逢魔を離れた際には露骨に「ババア」呼ばわりしている。また、沙夜がいない所でも陰口を叩いていた。
毒馬頭（どくめず）*
声：奈良徹
沙夜の部下である逢魔のエージェント。その名のとおり馬の頭部を持つ。毒牛頭とは違い冷静な性格で、沙夜のことを「沙夜様」と呼ぶ。毒牛頭いわく「小言が多い」らしい。
カマイタチ*
声：最上嗣生
手が鎌になっているイタチの姿を持つ逢魔の戦闘員。蒼、紅、橙の三色が登場。トレーニングモードで相手の重さを「軽い」に設定した場合、蒼の個体を相手にトレーニングすることになる。
天狗*
逢魔の戦闘員であるカラス天狗。悪天狗（声：高橋研二）、業天狗（声：最上嗣生）の二種類が登場。
片那*
声：水谷優子
沙夜のクローン。表情が乏しく、性格も落ち着いている。白を基調とした服装を着用しており、髪の毛の色も同様。

#### ゆめりあ
ねねこ
声：仲西環
キャッチコピー：謎が謎を呼ぶ謎の少女
黄色い猫耳帽子を被った少女で、謎をひたすら追い求めるのを趣味としている。「なのだ」、「謎なのだ」が口癖のほか、「おお」が「をを」と表記されるなどその喋り方も独特。今作では「ザ・ワールド」に転移したリュウとケンの前に偶然現れ、原作ゲームにおける初対面シーンを再現している。戦闘掛け合いにおいては他のゲームの主人公にまつわる謎を無理やり解明しようとしたり、プロポーションのいい春麗やモリガンに対し嫉妬したりするなど年相応の子供っぽい面を見せる。
専用テーマは「猫と好奇心」。
ネイト
声：鈴木麻里子
キャッチコピー：未来からの"転生者"
ねねこの中に眠るもう一人の人格であり、その正体はフェイドゥムによって滅ぼされた遥かなる未来から転生した思念体。ねねこの瞳が紫なのに対し、ネイトのは緑色であるのが特徴。ねねこと比べるとかなり冷静かつ大人びた性格をしている。原作におけるねねこルートおよびアニメ版において、ねねことの分離を果たしていたが、本作でのフェイドゥム復活に絡む異変から、再びねねこに意識を宿らせている。戦闘には直接参加はせず、会話中にねねこと入れ替わって登場する。戦闘前後の掛け合いはねねこと比べると少ない。
フェイドゥム*
人間の負の感情が具現化した無機質な存在。球状・青、球状・黄、角柱・赤、角柱・緑などの種類が登場する。原作の主人公・智和やねねこたちの手で倒されたが、今作にて「ザ・ワールド」内で復活する。参戦作品の主人公らによって滅ぼされた敵を次々と復活させ、今回の事件を引き起こした元凶の一つ。

### カプコン側のキャラクター
本作のカプコン側のキャラクターの声優については一部『MARVEL VS. CAPCOM 3 Fate of Two Worlds』に準拠している。

#### ストリートファイターシリーズ
リュウとケンでペアユニットとして登場。春麗については後述。
リュウ
声：高橋広樹
キャッチコピー：真の格闘家を目指す、求道の男
ケンと共に師匠である剛拳に「六本木に行け」と言われ、戦闘中のアキラ、仁に加勢する。その後ゆらぎの影響で「ザ・ワールド」の中に転移してしまい、そこでねねこと出会い、さらに転移してきた主人公らと合流。異世界をめぐる事件に参加することになる。
戦闘前後の会話でも真の格闘家、真の強さを求める真面目な会話が多いが、そもそも彼の常識外れた能力を基準にした真面目ゆえに逆にギャグ的な会話になってしまうことも。
専用テーマは「JAPAN STAGE - Ryu」（通常時）と「Volcanic Rim Stage -Street Fighter IV-」（必殺・複数技発動時）。
ケン・マスターズ
声：岸祐二
キャッチコピー：全米格闘王の名を持つ、紅蓮の男
『ストリートファイターIV』の設定で登場しているため、イライザとは結婚後。
戦闘前後会話では相手にマスターズ流通信空手を勧めてリュウにたしなめられたりする。
また、ヴァシュロンに「軍人なら手から真空波じゃないと」や、イムカに「車くらい素手でいける」など、自分たちストリートファイターを基準に答えるため、他作品のキャラクターに懐疑的な顔をされることも。
他にもリュウの潜在能力に興味を示しているジュリや、真の格闘家の意味を教えてほしがるねねこを止めるという仲裁役もする。また、うららがリュウをケンだと思って取材するほどよく見間違えられることが多い模様。
戦闘後の掛け合いにおいてコブンに格闘を教える際、リュウに「お前はいい父親になれるよ」と評されている。
専用テーマは「JAPAN STAGE - Ryu」（通常時）と「Volcanic Rim Stage -Street Fighter IV-」（必殺・複数技発動時）。
春麗（チュンリー）
声：折笠富美子
キャッチコピー：悪を蹴散らすICPOの刑事
本作ではモリガンとペアユニットを組む。
ブラックマーケットに流れた生物兵器をブルーノと共に調査するためにバミューダ号に乗り込み、モリガンや平八、ゾンビ系ゲームキャラクターと共闘する。
その後ゆらぎに巻き込まれ黄龍寺家の噴水に転移。今作の事件にかかわっていくことになる。
戦闘前後掛け合いでは筋肉や足技、年齢についての話が多く、モリガンにからかわれたりしている。平八が使用した若返りの薬に個人的に興味があるらしい。
専用テーマは「CHINA STAGE - Chun-Li」（通常・複数技発動時）。
ジュリ*
声：喜多村英梨
キャッチコピー：コードネーム・スパイダー
軍事企業S.I.N.の工作員。コードネームは「スパイダー」。テコンドーの使い手だけでなく、左目に風水エンジンと呼ばれる義眼を付けており、これにより超人的な能力を得ている。
残忍で享楽的な性格であり、上司のセスに対しても忠誠心は皆無などころか寝首をかこうとしていた。
終盤の途中までは敵として主人公たちに立ちはばかるが、自分への離反を予測していたセスから「風水エンジンを返してもらう」という形で裏切られ、これに激昂。だが春麗からS.I.N.の重要参考人として自分たちと同行することを許され、仲間入りした。
パーティーの中でも群を抜いたその悪人ぶりから戦闘掛け合いではエリカに「どうしようもない悪人だけどいい人」と言われたり、ゼロにイレギュラー認定されそうになるなど、ほとんどの人物から（エリカの場合はフォローのつもりらしいが）散々酷いことを言われる。本人もリエラやリュウなど特殊な力を持つキャラクターに力を見せてみろと言ったり、T-elosと後一歩の所で殺し合いをしそうになるなど協調性は皆無である。
ソロユニットとしての技はクロスヒットしてるにもかかわらず敵を動かしまくるという仕様となっている。パイは彼女の必殺技を「綿飴みたいな物」と言っている。
道がわからない仲間たちを見かねて、「一度通った道は忘れない」という特技を活かし道案内を買って出るという一面も見せている。
専用テーマは「Volcanic Rim Stage -Street Fighter IV-」。
セス*
声：大塚明夫
キャッチコピー：人を超えた存在……S.I.NのCEO
軍事企業S.I.N.のCEO。腹部に丹田エンジンと呼ばれる装置を付けており、外見的にも人間とは言えない見た目をしている。
異世界の技術に高い関心を示しており、六本木に現れたWシリーズを回収して私物化したり、KOS-MOSを破壊してその技術を奪おうとしたりもした。
異世界の技術だけではなくB.O.W.やデュラルといった現代の強力な兵器にも手を伸ばしている。

#### ヴァンパイアシリーズ
本作では味方として登場する3キャラクター共に、同じカプコンの他作品のキャラクターとペアユニットを組んでいる。デミトリとダンテが組んでジェダを倒すというエピソードは『CAPCOM FIGHTING Jam』のジェダのエンディングが元になっている。
デミトリ=マキシモフ
声：檜山修之
キャッチコピー：闇の貴公子……その者、ヴァンパイア
本作ではダンテとペアユニットを組む。モリガンに言われてダンテの店に行き、そこでダンテとワルキューレと共にジェダが何か企んでいるらしいピラミッドの内部調査に赴くことになる。
ダンテから始め、アーサーなどのハンターが周囲にいることから少々困っている他、多くのキャラクターからよくいじられている。
演者である檜山はステハニー、ハーケン、バツも演じており、ステハニーが敵として登場するとあるステージにて、上記キャラとデミトリの掛け合いがあり、デミトリがステハニーの語尾につられて「ゴブ」と言ってしまう件がある。
専用テーマは「DEMITRI Stage (Romania)」。
レイレイ
声：早見沙織
キャッチコピー：“異形転身の術”で変化したキョンシー
本作ではフランクとペアユニットを組んで登場。
巨大な袖の中に様々な暗器（消火器やサッカーボールなど、ペアであるフランクに由来した物も多い）を仕込んでおり、それらを駆使して闘うが、ユニットの組み合わせ次第では戦闘前後会話にてカメラの充電器や芝刈り機、ドリルやギターケースを要求されたり、チェーンソーや柱時計を入れといてくれと言われ、「何でも入っているわけじゃない」「限界がある」と嘆く場面も。だが、リンドウの腕に興味を示し、袖の中に入れたがる一面もある。他にもアーサーをデビルハンターの大先輩として尊敬している。
声優は『MARVEL VS. CAPCOM 3 Fate of Two Worlds』のものだが、一人称は「あたし」に戻っている。
また、公式サイトのキャラクター紹介文は『ヴァンパイア セイヴァー』本編の設定に準拠した内容になっているが、シナリオ自体は『NAMCO x CAPCOM』からの地続きとなっているため、本作におけるキャラクター設定自体は『NAMCO x CAPCOM』同様、『ヴァンパイア ハンター』時代に準拠している。
専用テーマは「LEI-LEI Stage (China)」（通常および必殺・複数技発動時）。
モリガン=アーンスランド
声：田中理恵
キャッチコピー：自由気ままなアーンスランド家当主
本作では春麗とペアユニットを組む。
ジェダの復活による世界の混乱を先んじて感じ取り、人間界にやってきていた。
享楽主義的ではあるがジェダの「救済」は快く思っておらず、ワルキューレとデミトリにデビルメイクライのことをアドバイスしたのもジェダへの対策の一環であった様子。
戦闘前後会話ではソロユニットの男性キャラクターを誘惑しようとしたり、悪人系のキャラクターに同調したりするため、春麗にたしなめられている。
専用テーマは「MORRIGAN Stage (Scotland)」（通常・必殺技発動時）。
ザベル=ザロック*
声：うえだゆうじ
キャッチコピー：野望に燃えるダークストーカー
ジェダをはじめとする他作品の魔王らの下につきつつ、自分の目的のために行動し、当人曰く「オレの軍団」と私設団をも立ち上げて幾度も主人公らに挑んでくる。
本作でも惚れているレイレイには幾度もアプローチをかけ、トップシークレットと称したことすらレイレイに「教えてほしいナ」と言われるとペラペラ語っている。
現れた際には他作品のゾンビキャラクター中心に従えていることが多い。特にネメシスの実力や執着心をとても気に入っており、終盤ではネメシスと共に襲いかかってくることも。
ジェダ=ドーマ*
声：千葉一伸
キャッチコピー：冥王……“救済者”の帰還
『ヴァンパイア セイヴァー』から登場したキャラクター。かつて魔界の王との争いにより死亡したが、長い時間をかけて復活した魔界の三大貴族の一つ、ドーマ家の当主。
全ての魂を神体にて一つにする「救済」の実現のため、他作品の魔族と手を組み主人公たちに立ちはだかる。
非常な自信家で、自身の理想を一方的に押し付けたり、魔剣士スパーダよりも聡明であると自負するなどその自己陶酔ぶりを見せている。
終盤では主人公たちが勝利することを見越し、他の魔族の仲間とパーティーを交戦させて仲間を神体の糧にしようとする、自身の目的のためなら仲間をも利用するという残忍な一面も見られる。
キュービィ*
声：西口杏里沙
ジェダの部下でその正体は魔界に生息する虫の一族、魔界蟲ソウルビー族の一体。プロローグ限定ではあるが、立ち絵も存在する。

#### バイオハザード リベレーションズ
クリスとジルで1組のペアユニットとして登場。キャラクターの出典はゲーム中では『バイオハザードシリーズ』になっている。シリーズの中で『リベレーションズ』が選ばれたのは、新しい作品ということでカプコン側から提案されたため。
クリス・レッドフィールド
声：東地宏樹
キャッチコピー：“あの街”を駆け抜けた、歴戦の特殊部隊員
特殊部隊「BSAA」のメンバー。ジルと沈没船の調査中、ゆらぎに巻き込まれ、豪華客船バミューダに着いてしまう。
バミューダに潜入していたザベルやゾンビ軍団を蹴散らすが、再びジル、毒島と共にゆらぎに巻き込まれてバミューダにいた他のメンバーと離れてしまい、しばらく歩いている間に謎の館（死者の館）へと到着し、そこでアウラによって転送されたパーティーと合流する。
初代『バイオハザード』を始めとした経験上、館のような場所にはあまり良い印象を持っておらず、黄龍寺の豪邸や謎の館を「嫌な予感しかしない」と言っている（前者は直後に美依に突っ込まれた）。他にもウィラメッテのショッピングモールに対しても嫌な予感しかしないとのことから、ゾンビ関連の場所には相当敏感の様子。
ジュリを名前でなくS.I.N.と呼んでいるほど、敵組織関係者を名前で呼ばない主義らしい。格闘をたしなんでいるため戦闘時では強力なアッパーを仕掛けたりするが、ジルからはあまり奇妙な技は覚えないでもらいたいと言われている。
専用テーマは「Terragrigia Panic I」（通常時）と「Ride on Sea」（通常および必殺・複数技発動時）。
ジル・バレンタイン
声：湯屋敦子
キャッチコピー：追跡者を振り切る、俊敏な特殊部隊員
BSAAのメンバー。クリスの長年のパートナーであり、信頼関係は強い。
クリスと沈没船の調査中、ゆらぎに巻き込まれてバミューダに到着。ザベルら様々な作品のゾンビたちと交戦するが、再びクリス、毒島と共にゆらぎに巻き込まれ、謎の館へと到着し、アウラによってその場に転送されたパーティーと合流してパーティー入りする。
過去の経験から薬や症状に対して敏感であるらしく、ねねこの興奮や平八の若返り薬、リンドウの腕などには相当気にしている様子。「グルグル回ったり、炎を出したりしないでよ」や、バツの「手から火とか、謎のエネルギーが撃てる」と言うなど特殊な格闘技を否定しているらしい。
本作では『MARVEL VS. CAPCOM 2 NEW AGE OF HEROES』に登場した「近接戦闘A+」が使える。
専用テーマは「Terragrigia Panic I」（通常時）と「Ride on Sea」（通常および必殺・複数技発動時）。
ネメシスT-型（追跡者）*
声：西嶋陽一
キャッチコピー：追い続けるバイオ兵器
かつてラクーンシティにてジルと交戦したタイラントタイプのB.O.W.。本作のネメシスは『バイオハザード3』にてジルと交戦した個体が甦った同一個体であり、自分を倒したジルへの復讐、ひいては元々の命令であるS.T.A.R.S.の追跡を目的にパーティーをどこまでも追い続ける。
ザベルからは「ガッツがある」と気に入られており、セスからは「旧型とは思えない性能」と評価されている。
原作同様「S.T.A.R.S.…」と呻き声を発するが、クリスに「俺たちはもうBSAAだ」と指摘された際、「B.S…A…A…」と言い直す。その後はさらに複数回襲いかかってくる。
B.O.W.*
ウィルスを利用して造られた生物兵器。上記のネメシスもこれに属する。ウーズ、ハンターα（声：景浦大輔）、タイラントT-002（声：上別府仁資）、スーパータイラントT-002（声：上別府仁資）などの種類が登場する。

#### デビルメイクライシリーズ
ダンテ
声：森川智之
キャッチコピー：デビルハンター……悪魔が恐れる男
便利屋デビルメイクライのオーナーであるデビルハンター。魔剣士スパーダの息子であり、テメンニグルを崩壊させたことからもその名は魔界にも広く知れ渡っている。
本作ではワルキューレにゾウナのピラミッドの魔法陣の様子を見て欲しいという依頼を受け、その際ワルキューレ同様デビルメイクライにやって来たデミトリとコンビを組んだ。
自分よりお喋りな奴は嫌いらしく、デミトリの城に突如として現れ、自身の思想を押し付け、スパーダよりも聡明と自負するジェダに嫌悪感を示し、「イカれている」と一蹴した。
魔界への行き方を知っていたり、魔界では目の敵にされているワルキューレを既に知っていたり、魔界に関する知識はかなり深い。
本作でのデザインは『デビルメイクライ』となっているが、攻撃や必殺技などは『デビルメイクライ3』の物を使用している。
アーサーをデビルハンターの大先輩として尊敬している他、デミトリをいじることが多い。一方で、イムカのような復讐を求める心や、仁と平八のような身内同士の争いには余りよく思っていない様子。
専用テーマは「DEVILS NEVER CRY」（通常・必殺技発動時）と「ULTRA VIOLET（ネロ・アンジェロ戦）」（複数技発動時）。
レディ
声：折笠富美子
キャッチコピー：名を捨てて戦うデビルハンター
ダンテの友人であるデビルハンター。本名はあるのだが、とある事情により名前を捨てており、ダンテと初めて会った際に貰ったあだ名を今は名前としている。彼女の使用するバズーカの名前は「カリーナ・アン」であるが、これは彼女の母親の名前でもある。
ゆらぎに巻き込まれた人間が次々と消えて行く怪事件にダンテに協力を求めた。しかしその後、自身もゆらぎに巻き込まれてしまい、ダンテとはぐれてしまう。転移先はゲイングランドシステムであり、そこで敵のトラップにより動けなくなってしまっていた。金縛りから救助すると正式に仲間入りする。
戦闘掛け合いでは大量の武器について突っ込まれることが多いが、有能さゆえにクルトからネームレスに欲しい人材と言われたり、クリスからBSAAへの勧誘を受けたりしている。逆にレディが他のキャラクターにデビルハンターにならないかと誘ったり、仕事を依頼しようとする掛け合いもある。神機の捕食機構などを取り付けようと発言して呆れられたり突っ込まれる掛け合いもある。
専用テーマは「DEVILS NEVER CRY」。
ヘルシリーズ*
七つの大罪の名を冠する悪魔。砂を触媒としてこの世に現れた。今作ではヘル＝プライド（声：宮下栄治）、ヘル＝レイス（声：西嶋陽一）の2種類が登場する。
マリオネット*
人形に憑依した下級の悪魔。紫、緑の二色の他、上位種のブラッディマリーも登場する。
シン シザース*
仮面を触媒とした巨大なハサミを持った悪魔。

#### ロックマンXシリーズ
エックス、ゼロでペアユニットとして登場。
エックス
声：櫻井孝宏
キャッチコピー：“可能性”を秘めた悩めるハンター
イレギュラーハンター第17部隊隊長を務めるレプリロイドで、初代ロックマンの開発者でもあるライト博士が開発した戦闘用ロボット。
今作では主人公一行らがエックスたちの世界に転移してきた際に発生したデータの上昇およびVAVAの復活を確認する際に主人公たちと出会う。復活したVAVAを一刻も早く止めるため、主人公たちに協力し事件に巻き込まれていく。
パーティーの中では常識人の類で、悪役を見過ごせないゼロを引き止める役回りもする。だが、心優しいので機密事項である自分の武器のことを他のキャラクターに頼まれて話そうとしたり、神機を見て特殊武器を増やそうと考えたり、レプリロイドゆえにできることを相手にとっても当たり前という感じで話すなど、ボケとツッコミの両方の役回りをする。
今作では『ロックマンX』から『ロックマンX4』までの特殊武器を使い、パワーアップアーマーなしでも特殊武器のチャージ攻撃や「ノヴァストライク」が使えるようになる。他にも『ロックマンX』の隠し武器だった「波動拳」も複数技として使用したり、『ロックマンX4』から『ロックマンX6』までの隠しアーマーである「アルティメットアーマー」が必殺技として登場する。
専用テーマは「OPENING STAGE X」（通常・必殺技発動時）。
ゼロ
声：置鮎龍太郎
キャッチコピー：エックスを見守る、特A級ハンター
エックスと同じイレギュラーハンターで、第0特殊部隊隊長。その正体は、初代ロックマンの宿敵であるDr.ワイリーが生み出した戦闘用ロボット。
作中では崩壊した「ザ・ワールド」のマク・アヌにて、スケィスによって蘇らせられたアイリスと対面することで、自分が彼女を殺めた記憶が蘇り、VAVAによって彼と自分が同じ存在だと苦悩させられ、動きを封じられてしまう。だが仲間に救援されることで正気を取り戻し、最後にアイリスに励まされながら、再び戦いに目覚めた。
生真面目かつ仕事熱心な性格で、変わり者が多く存在するパーティの中で数少ない常識人。エックスが機密事項を漏らそうとするなどボケ役になった際はツッコミ役になるが、悪は許せない性分らしく、敵が全てイレギュラーに見えると発言したり、ジュリなどの味方側の悪役キャラクターを成敗しようとする度にエックスに引き止められる。
今作では『ロックマンX4』のラーニングシステムで入手した必殺技を使用するだけでなく、『ロックマンX5』に登場した「幻夢零」を複数技として使用する。
専用テーマは「ZERO」（通常・複数技発動時）。
VAVA（ヴァヴァ）*
声：下崎紘史
キャッチコピー：暴走する元イレギュラーハンター
シグマの配下になったレプリロイドで、ライドアーマーにも搭乗する。本作では『ロックマンX』の姿で登場。Xシリーズ本編で既に破壊されたとされているが、復活を果たしエックスとゼロに復讐すべく襲いかかる。またその執念の影響でフェイドゥムを数多く引き寄せている。
メットール*
ヘルメットを被ったレプリロイド。元々は工場を見張る現場主任のレプリロイドだった。メットールC-15、メットールD2が登場する。
ライドアーマー*
元々は土木作業用の機械。操縦はソルジャーアーマー。赤、緑の2色が登場する。
ガンボルト*
軍事用に開発されたメカニロイド。
アイリス#
声：水谷優子
キャッチコピー：望んだのは、レプリロイドだけの世界
『ロックマンX4』に登場した女性型レプリロイド。ゼロの旧友であり、レプリフォース陸軍士官であるカーネルの妹。『X4』のゼロルートでゼロの手によって悲劇的な最期を遂げたが、スケィスによって幽霊の状態で登場する。その力によってゼロを翻弄させようとするが、復活したアウラによって正気に戻り、彼に最後の励みと別れを残しながら消え去った。

#### デッドライジングシリーズ
フランク・ウェスト
声：小山力也
キャッチコピー：剛腕、不屈のジャーナリスト
本作ではレイレイとペアユニットを組む。
カメラマンという職柄から、敵味方問わず出会った女性キャラクターの写真を撮るシーンがある（盗撮ではなくちゃんと許可を取ってから撮影しており、原作において写真を撮った際のエフェクトが映る）。基本的に一人一枚だが、神夜だけは複数枚激写し、やりきった顔をしたためにツッコミを受けた。
パートナーであるレイレイからカメラの充電器を要求する他、 同じ取材者であるうららのノリに乗ったり、パートナーであるレイレイをワルキューレにチェンジしようとしたり、トロンからレーザーソードとリアルメガバスターを要求したりなど、ギャグセンス満載な一面を持っている。
戦闘時には「ダブルラリアット」や「フェイスクラッシャー」などといった格闘技や、「チェーンソー」や「焼けたフライパン」など道具を使って戦うが、『TATSUNOKO VS. CAPCOM ULTIMATE ALL-STARS』に登場した「デッド・ライジング」も必殺技として使用する。
時系列的には『デッドライジング』の後になっているが、寄生虫に感染しているという描写はない。
専用テーマは「Frank West」（通常時）。

#### 魔界村シリーズ
アーサー
声：稲田徹
キャッチコピー：百万回やられても、負けない男
本作ではソロユニットとして登場。イベントシーンや戦闘前後の掛け合いなどで、原作でも特徴的な、鎧の外れたパンツ姿に度々なってしまう（掛け合いの際では鎧姿であることのほうが少ない）。ただし、イベントで爆風に巻き込まれても鎧が外れただけで助かるというシーンもあり、どんな攻撃でも1回だけ防げる設定らしい。替えの鎧はワルキューレが用意している。
『デビルメイクライ』の設定が組み込まれ、デビルハンターの一人として認知されている。デビルハンターとしてかなりの古参らしく、ダンテからは「大先輩」と呼ばれ、またダンテの父、スパーダとも面識があるようである。
掛け合いで味方の武器を投げようとしてたびたび突っ込みを受けることが多い。
専用テーマは「1st BGM」。
魔王アスタロト*
声：上別府仁資
キャッチコピー：様々な力を持つ、魔界の王
魔界村に何度も侵攻を企てたアーサーとの因縁浅からぬ魔王。今作でも原作の二体存在することが反映され、一マップに二人登場することが多い（どちらも本物）。
ジェダと手を組み、「救済」の協力をしているが、ジェダのことは「つかみどころのない男だ」と警戒している。
シールダー*
声：景浦大輔
自分の頭を片手に持って戦う魔界の番人。何体も存在し、ステージによっては二体同時に現れる。その容姿ゆえにブラックローズからは「首狩人の強化版」と呼ばれた。
レッドアリーマー*
声：宮下栄治
魔界を代表する悪魔、レッドアリーマー族の戦士。
通常種のレッドアリーマーの他、凶暴化個体のレッドアリーマー（白）（声：宮下栄治）、レッドアリーマーエース（声：匠つかさ）、レッドアリーマーキング（声：匠つかさ）などの種類が登場する。
ゾンビ*
墓場から蘇った死者。青（声：宮下栄治）、赤（声：長谷川芳明）、紫（声：宮下栄治）の3種類が登場する。本作では頻繁に登場する機会がある。

#### サイバーボッツ
デビロット・ド・デスサタンIX世
声：小桜エツコ
キャッチコピー：この世の正義は許さない、ヘルドラド第一王位継承者
非合法コロニー、ヘルドラドの王位継承者。悪の姫君で、全銀河の支配を目的としている。
本作ではソロユニットとして登場。フレンと共にランドグリーズ城前に転移してしまい、フレンに自分の護衛をするように強引に迫った（直後に他のキャラクターたちが転移したため未遂だった）。うららのことはテレビ番組の視聴を通して知っている。
戦闘前後の掛け合い会話では仲間キャラクターを怪人や合体獣に改造させよう企てる他、エステルを自分のような極悪姫にさせたり、BSAAやイレギュラーハンターを自分の手先扱いにしたり、「ザ・ワールド」を手中に収めたりしようとする。
攻撃時には愛機スーパー8の武装であるオクトパスJr.をはじめ、モビちゃんやキカイオーなど様々なカプコンのロボットゲームのキャラクターを召喚して攻撃する他、『MARVEL VS. CAPCOM』シリーズの「ブロディアパンチ」も登場する。
専用テーマは「SUPER 8 Theme」。

#### ロックマンDASHシリーズ
トロンとコブンで合わせて「トロンにコブン」名義でソロユニットとして登場。
トロン・ボーン
声：飯塚雅弓
キャッチコピー：空賊ボーン一家の天才少女
本作では「グスタフ」に搭乗せず代わりにキングコブンの頭の上に乗っている。
戦闘前後会話では神機や魔導器、光武など他作品の技術やデビル因子に興味を示す。また『ナムカプ』時と同様、KOS-MOSらを解析して「コブモス」なるロボを本作でも開発しようと目論むことも。
他にも仁のデビル因子を解析して「デビルコブン」を開発しようとしたり、ケンに対してコブンに格闘技を教えてもらえないかお願いしたりなどする。
サイバースペースに転移された後、エックスのことを「ロック」と勘違いして呼んだことがある。事件に巻き込まれる前はロケット開発の途中だった（原作では既に彼女の時間軸にはエックスたちは存在していない）。
専用テーマは「フラッター号VSゲセルシャフト号」。
コブン
声：横山智佐
キャッチコピー：トロンの忠実な“子分”たち
ボーン一家が率いる、その名の通り「子分」たち。全部で41体いて、主にメカの操縦や技師、他にも調理やアイテム開発、偵察にお使いと、その能力や役目は幅広い。
『デッドライジング』シリーズにもグッズとして登場したことがあるため、フランクは「どこかで見たような…」と呟いたことがある。
他にも戦闘後の掛け合い会話には、波動拳と竜巻旋風脚の真似をしてケンに褒められているシーンがある。
専用テーマは「フラッター号VSゲセルシャフト号」。
リーバード*
ロボットのような生物。ホロッコ、レッドホロッコ、シャルクルス（緑、赤）などの種類が登場する。

#### ジャスティス学園シリーズ
一文字伐（いちもんじ バツ）
声：檜山修之
キャッチコピー：正義と勇気の熱血高校生
太陽学園高等部に所属している学生。
本作ではソロユニットとして登場。バンと喧嘩をしようとして六本木にて待ち構えていた所、ゆらぎに巻き込まれて魔界村へと飛ばされる。
そこで仁、シャオユウと合流し、次いでやってきたパーティーとも合流し、仲間入りする。
シャオユウとは文化祭での知り合いであり、仁とシャオユウの戦闘掛け合いでは「今度太陽学園と三島高専で対抗戦をしないか？」と言っていた。
他に熱血漢であることから大神とトウマに感心されるが、逆に暑苦しくて騒がしいとゼファーとソーマとデミトリに苦手対象とされている。さらにゲームを遊んでいるカイトとブラックローズや、武器を使っているゼロを否定したこともある。
また、シャオユウが彼をジャスティス学園の生徒と勘違いされたにもかかわらず、KOS-MOSやT-elosをパシフィック・ハイスクールの生徒と勘違いしたり、リュウとケンの技を島津流空手と勘違いしたりと、こちらも勘違いが激しい様子。
専用テーマは「俺達の学校は俺達が守る！」。

### セガ側のキャラクター
ステージやBGMに関しては以下の作品からの出典以外に『ゲイングランド』出典のものが存在しており、一部ステージにて使用される。

#### サクラ大戦シリーズ
大神とさくら、エリカとジェミニで2組のペアユニットとなる。セガ側からの「各作品から平等に登場させたい」という提案で、シリーズのメインヒロインが全員登場することになった。
原作に登場する光武やスターなどの霊子甲冑には搭乗せずに生身で戦う。巴里華撃団が保有する弾道輸送兵器「リボルバーカノン」を使用する場面がある。時系列的には『サクラ大戦V 〜さらば愛しき人よ〜』終了後となる。
大神一郎（おおがみ いちろう）
声：陶山章央
キャッチコピー：対降魔部隊・帝国華撃団総司令
海軍士官学校を首席で卒業し、帝国華撃団花組の隊長となった士官。栃木県出身の1903年生まれで現在の階級は大尉。
周囲の人の霊力を纏め上げ増幅する「触媒」体質。帝国華撃団総司令を米田長官から引き継いだ後も大帝国劇場のモギリの仕事をやっている模様。二天一流の使い手。
熱血漢で実直な性格だが、無自覚な八方美人かつ女たらしの一面がある。
異世界から飛ばされたキャラクターたちが防御壁によって分断された際、防御壁を解除したのが今回の騒動に巻き込まれる発端となった。その後、なぜか劇場の入り口はデミトリの城につながってしまい、エリカ・ジェミニらと同じく様々な世界を漂流することになる。
本作ではイベントシーンにて他作品の女性キャラクターとの好感度を上げるということをやってのける（原作内で流れた好感度アップの音楽が実際に鳴る）他、通常は戦闘服を着用しているが、時にはモギリの服に変わることもある。
戦闘前の掛け合い会話では、女性との接触によってさくらに嫉妬されることが多い上に、イムカから頼りなさそうな隊長と呼ばれたり、うららの突撃インタビューで緊張したり、ゼンガーから隊長の器を見せてほしいと言われ重く感じたりなど、色々なキャラクターからいじられることが多い。
専用テーマは「檄！帝国華撃団」（通常・必殺技発動時）と「メイン・テーマ」（通常・複数技発動時）。
真宮寺さくら（しんぐうじ さくら）
声：横山智佐
キャッチコピー：魔を斬り、闇をはらう破邪の剣士
江戸時代に江戸の鬼門に当たる仙台を守護した、魔を祓い封印させる破邪の力を持つ「破邪の血統」である真宮寺家の最後の直系の末裔。1905年生まれ。北辰一刀流の使い手。
普段は女優として舞台に立ちながら、その裏では霊子甲冑に乗って降魔などの魔物と戦っている。
彼女の佩剣「霊剣 荒鷹」は父である真宮寺一馬の形見で、真宮寺家に代々伝わる霊剣である。
少々おっちょこちょいな一面があるが、基本的にはしっかりとした性分の大和撫子。一途なゆえに大神に他の女性が付くのを嫌う。そのため、大神が他の女性に絡んだと判断すると嫉妬する。
デビロットが大神に強化手術を施すと言った際は、「浮気性やスケベが治るように」脳を改造するよう頼んでいた。
本作では必殺技「二剣二刀の儀」を発動する時に帝国華撃団の戦闘服に切り替わる他、『サクラ大戦2 〜君、死にたもうことなかれ〜』に登場したヒロイン合体技の「ふたりはさくら色」が使える。通常技の「巻きワラ斬り」は『サクラ大戦2』のミニゲーム「明日に向かって斬れ!」を元にしている。
専用テーマは「檄！帝国華撃団」（通常・必殺技発動時）と「メイン・テーマ」（通常・複数技発動時）。
エリカ・フォンティーヌ
声：日髙のり子
キャッチコピー：歌って踊れる天然シスター
巴里の修道院で働きながら「テアトル・シャノワール」でダンサーとして働く敬虔な見習いシスター。1909年生まれ。
霊力（特に治癒能力）が突出して強く、それを見込まれ巴里華撃団の最初の隊員の一人となった。
周囲に危害が及ぶほどの酷いドジっ子かつ天然ボケキャラクター。ゆえに人の幸せを願ってよかれと思ってやったことが逆に災難を引き起こすこともあるが、自分が引き起こした災難やそれによって危害を加えた相手のことはそれなりに考え悩んでいる。
太ももにサブマシンガンの「ラファエル」と「ガブリエル」を護身用として隠し持っている。捨て子だったため誰かを助けたいという意識が強く、根っからの悪い人はいないという考えの持ち主であり、それゆえに相手が誰であろうと人であるなら助けようとするため、前述の性分のせいで悪人キャラクターは彼女の言動に振り回されるハメになることが多い。
前述の性格のせいもあって料理の腕前は非常に悪い。プリンが好物。
戦闘前の掛け合い会話では、戦闘中に無駄口を好まないイムカを「本当はすっごくおしゃべりしたい」と言ったり、ジュリに「どうしようもない非道な悪人ですけど、大丈夫！」と懐き込んだり、平八を応援したりするなど、原作通りの振り回しっぷりを見せる他、ワルキューレを神の子として強く慕っている。
本作に登場する必殺技の「サクレ・デ・リュミエール」と複数技の「グラース・オ・スィエール」は、本来は味方の体力を回復する技である。
専用テーマは「御旗のもとに」（通常・必殺技発動時）。
ジェミニ・サンライズ
声：小林沙苗
キャッチコピー：テキサスから来たサムライ娘
剣法の師匠のミフネから託された日本刀「レッド・サン」を使うカウガール。1911年生まれ。愛馬の名はラリー。
現在は紐育のリトルリップシアターで掃除係をしつつショーにも出演する傍ら、紐育華撃団の戦闘員としても活動している。一応拳銃も持っているがそちらの腕前はからっきし。極度の方向音痴で、ダジャレを多用し、妄想が好き。ミフネのセクハラ紛いの言動を当たり前のように聞いていたため、ミフネ由来の彼女の知識や発言はその本来の真意を知らない者にとってはあらぬ誤解を招くことが多い。ジェミニの戦闘前掛け合いに名前が出る新次郎とは、大神の甥である紐育華撃団隊長の大河新次郎のことである。
巴里にエリカを訪ねて遊びに行き、祈りを捧げようとエリカに誘われ教会に行った際にシゾーと遭遇し、彼を追いかけている際に空間転移に巻き込まれ『ゴッドイーター』の世界に転移して来た。
2人とも天然な一面があるため、戦闘前後会話では突拍子もない質問投げかけ困惑させることも。ただ、一部の男性キャラクターたちは美少女2人と組むとあって喜ぶ者もいる。さらに2人とも少々間違っている日本の知識を何の疑いも無く披露するため、相手側を困惑させることも。
専用テーマは「地上の戦士」（通常・複数技発動時）。
シゾー*
声：高木渉
キャッチコピー：巴里の怪人、切り裂き魔再び
巴里で切り裂き魔騒動を起こしていたウサギの怪人。ボスキャラクターとしては珍しく生身では戦わず、戦闘時は愛機であるウサギ型蒸気獣プレリュードに搭乗する。
殺女（あやめ）*
声：折笠愛
キャッチコピー：紅き月の夜に甦りし、最強の降魔
最強と呼ばれた降魔で、かつての戦いで帝国華撃団に倒された葵叉丹（あおい さたん）の側近。その正体は帝国華撃団初代副指令の藤枝あやめであり、葵叉丹によって「魔の種」を植えつけられた結果生まれた存在。大神によって『サクラ大戦』の終盤で倒され大天使ミカエルと化して昇天したはずだが、今回謎の復活を果たし主人公たちと敵対する。また本作では叉丹の技である「獣の数字」を必殺技として使用する。
降魔*
声：中澤まさとも
降魔実験の犠牲となった土地「大和」の住人の怨念が魔の力と融合して生まれた怪物。『サクラ大戦2』では葵叉丹が起こした一件の後に陸軍が人工的に作り出したものもある。降魔 駒爪、降魔 酸弾、降魔 液射などの種類が登場する。
ポーン*
巴里の怪人たちが多用する量産型蒸気獣。小銃を装備したジョルヌ（黄色）、徒手格闘のブランシェ（白色）、手にしたランスで攻撃するオランジュII（黒）の3種が登場する。

#### バーチャファイターシリーズ
アキラとパイで1組のペアユニットとして登場。外見上の設定は『バーチャファイター5』基準となっている。
結城 晶（ゆうき アキラ）
声：三木眞一郎
キャッチコピー：星を見るべく闘う、八極拳士
日本出身の武道家で結城流八極拳の達人。口癖は「10年早いんだよ!」で、パイは修行仲間にあたる。
今作ではプロローグにて仁を救援し、リュウとケンを加えて共闘するが突然の転移によって姿を消してしまった仁とリュウたちを探すべく事件に巻き込まれていく。また、バンとは知り合いである。
戦闘前後の掛け合い会話では、バツの友人に同じ八極拳の同名者がいることから、一度手合わせをしたいと願う。パイの言動にツッコミを入れることもあれば、自分の必殺技に関して真面目でありながらもギャグ的な会話になることもある。
今作では『バーチャファイター5』のコスチュームBを着た姿である。
専用テーマは「Ride the Tiger」（通常・必殺技発動時）と「愛は潰えない」（通常・複数技発動時）。
パイ・チェン
声：高山みなみ
キャッチコピー：アクション俳優であり、燕青拳士
中国出身の燕青拳の達人で、女優としての一面を持つ。決め台詞は「あなたには功夫が足りないわ」だが、今作ではアキラの決め台詞である「10年早いわ」も使う。
S.I.Nに関する情報も同じ俳優仲間からある程度精通している模様で、ジュリがS.I.Nの工作員だと見抜いている。また実の父であるラウに対しては複雑な感情を抱いており、その様子は戦闘前後の掛け合い会話の中で、うららが彼女に取材するシーンで分かる。
ワルキューレを映画に出演させようとしたり、沙夜に美容（と金運などの運勢上昇）のために功夫を教えようとしたり、戦う前に決め台詞の「10年早いわ！」と言ったりなどでよくアキラに突っ込まれるが、逆に格闘技によるギャグ的な会話をするアキラにツッコミを入れることもある。
専用テーマは「Ride the Tiger」（通常・必殺技発動時）と「愛は潰えない」（通常・複数技発動時）。
V-デュラル*
巨大企業「J6（ジャッジメントシックス）」が開発している女性型サイボーグ兵器。今作では『バーチャファイター5』に登場するベネッサ・ルイスの格闘データをもとに作られた形態で登場。S.I.Nと手を組んでおり、セスの下で作られた石像の姿をした量産型も登場する。

#### 戦場のヴァルキュリア3
クルトとリエラで1組のペアユニットとして、イムカはソロユニットとして登場する。時系列的にはリエラが自分の出自を知りヴァルキュリアの力を自由に操れるようになってから、セルベリアが『戦場のヴァルキュリア』で自爆死する前である。本作の企画段階では第1作のキャラクターが登場予定だったが、戦車抜きで戦う姿が想像できないという理由で見送られた。
クルト・アーヴィング
声：中村悠一
キャッチコピー：汚名を着せられた“名無し”の兵士
士官学校を首席で卒業したエリートだったが、ひょんなことから国家反逆罪の濡れ衣を着せられ懲罰部隊である非正規部隊・422部隊（通称：ネームレス）に送られた青年。No.7。階級は少尉。20歳。
原作のストーリーの途中でゆらぎに巻き込まれ、異世界にリエラと共に転移してきた。上記のワルキューレをはじめとして、戦闘前後会話にて勝手にナンバーを名乗るキャラクターが複数いるため困惑することも。
予想できない事態に遭遇すると瓶詰め飴を鷲掴みにしてボリボリと食べる癖がある。料理に凝っていて、敵の死体を見て料理のレシピを思いつくほどの料理マニア。特にカレーのスパイス調合は食べさせる相手を飯抜きにするほど長時間悩むほどの凝り性。
戦闘前後のカットでもその料理マニアぶりを発揮し、その度にリエラに突っ込まれる。特にコブンが「カレーの運搬」という言葉を耳にした時にスイッチが入ったことから、後にリエラがコブンに「クルトの気が散るからカレーの話はするな」と突っ込まれた。
専用テーマは「もしも君が願うのなら」（通常時）と「ヴァルキュリアの覚醒」（必殺・複数技発動時）。
リエラ・マルセリス
声：遠藤綾
キャッチコピー：心優しきヴァルキュリア人の末裔
ヴァルキュリア人の力に由来するその治癒力の高さゆえに5度も配属部隊の全滅に遭遇し、そのため「死神」と呼ばれるようになってネームレス送りになった女性。No.13。階級は二等兵。21歳。
原作とは異なり、ヴァルキュリアの力は自軍パーティに気や魔力を操る者やダークストーカーといった人外の者たちも多いため、あっさりと受け入れられた。イベントシーンでは敵味方問わず、ボケた際にツッコミを入れていることが多い。
原作では名前が無く、開発者の間で「ヴァルキュリア光線」と呼ばれていた技には本作で初めて名前が付けられた。
専用テーマは「もしも君が願うのなら」（通常時）と「ヴァルキュリアの覚醒」（必殺・複数技発動時）。
イムカ
声：浅野真澄
キャッチコピー：復讐に生きる、寡黙なダルクスの戦士
原作で大昔にヴァルキュリア人によって誅罰されたとされたため、被差別民族となっているダルクス人の女性。
入ってきた者に現在空いている数字を適宜付けていくネームレスのナンバーの例外として、唯一実力のみを根拠に付けられるエースナンバーのNo.1を付けられている。階級は一等兵。17歳。ネームレスにおいて現在の同隊員の中での最古参。
ライフルや対戦車槍などの機能を持ち、また白兵戦用の剣も装着している自作の専用武器「ヴァール」を使用する。
根は普通の年頃の少女だが、寡黙で口数が少なく、発言を否定形で結ぶ癖がある。放浪中の経験からキノコ類、ミルク、コーヒーなどを嫌う偏食家になっており、さらに古い迷信を信じているらしく写真に写るのが嫌い。そのため、戦闘前の掛け合い会話でフランクが写真を取ろうとした際に「魂がとられる！」と慌てるシーンがある。
クルトたちとは別の場所に転移され、転移先のゲイングランドシステムのせいで身動きが取れなくなっていた。戦闘前後会話ではヴァールについての掛け合いが多く、参考にしたいとしてエックスのXバスターを見せてくれと頼んだり、ソーマたちの神機の捕食機構をつけたがったりする。逆にヴァールの機構の複雑さや重装備ぶりにツッコミを受けることもある。一方で、他作品キャラクターの常識外れな言動に対してツッコミを言うことが多い。そのため、素手で車を破壊できるというリュウやケンの言葉を信用しなかったり、大神を「隊長としては頼りない」と言ったり、ブラックローズと共にカイトにぼさっとするな言ったりもする。また、ゼファーとリーンベルから「（武器を扱う際）空中でバランスを崩しそう」などと言われたのに対しても、「そもそも飛び跳ねて撃たない」と言う。
専用テーマは「OPEN FIRE!」。
セルベリア・ブレス*
声：大原さやか
キャッチコピー：誇り高き帝国のヴァルキュリア
クルトらと敵対する帝国軍大佐。22歳。彼女もまたヴァルキュリアの血を引いている。クルト、リエラに続き転移してきた。実はイムカの村を（ほぼ事故のような理由で）壊滅した張本人。
本人は今回の事態に巻き込まれたことに忸怩たる思いをしており、また異世界での戦いが無意味であることも理解している。しかし主人公らのメンバーにネームレス部隊（中でも自分に明確な殺意と動機を持つイムカ）がいるために共闘できず、自分一人では異世界への転移ができないため、その戦闘力を見込まれ、他作品の主に沙夜やリームシアンといった敵の女性キャラクターに元の世界に帰る方法をちらつかされ、やむをえず主人公らと敵対し幾度も戦うことになる。
エヒドナ#
帝国の巨大戦車。本作では戦闘せず、地形の一部として扱われる。

#### シャイニング・フォース イクサ
トウマとシリルで1組のペアユニットとなる。時系列的には贄神復活の前になる。シャイニング・シリーズから『イクサ』が選ばれたのは、『シャイニング・フォース』の名を冠しているため、本作において一番親和性が高いという理由から。
トウマ
声：朴璐美
キャッチコピー：聖剣シャイニングフォースの若きマスター
大自然の中で育った山岳民族出身の、素直で熱血な性格の少年。16歳。
ジオフォートの転送装置でマーベルランドのピラミッド内に逃げ込んだリームシアンの後を追うために、シリルとともに登場した。その後ヴォークリンデに逃げ込んだリームシアンを追い付き、他の味方キャラクターたちの仲間に加わる。
原作では一度リームシアンに操られたことがあるため、物語後半の客船バミューダでリームシアンによって再び洗脳されてしまうが、モリガンの誘惑のおかげで正気を取り戻すことができた。
戦闘前後の掛け合い会話では、敵に対して「シリルの料理みたいにしてやる」や無表情なイムカに「いっつもムスっとしてると、シリルみたいになる」と後でシリルに怒られるような発言を使うことが多い。
また、シャイニングフォースに捕喰機能を付けようとしたり、「楽に勝たせてくれ」という邪念を与えたりと、間違った扱いをすることもある他、同じ熱血系のバンとバツとは気が合うらしい。
専用テーマは「WORLD'S LOVE」（通常および必殺・複数技発動時）。
シリル
声：桑島法子
キャッチコピー：もう一つのシャイニングフォースを持つ少女
ノスワルド帝国の帝都グランタル出身。16歳。
冷たく見えるが本当は優しい少女。しかし、料理が下手（見た目がグチャグチャ）であるため（原作では終盤に克服している）にトウマも恐れられている。
戦闘前後の掛け合い会話では、トウマにツッコミや説教や折檻をすることが多く、さらにはジュリに対する冷たい視線を向けさせるほどの恐ろしさを持っているが、時にはねねこの真似をしたり、フレンの敬意に恥ずかしがったりと、トウマでさえも見たこともない（が、逆に恐ろしいとのこと）表情を見せることもある。他にもトウマと同じ熱血高派系のバンとバツには付いて行けないらしい。
専用テーマは「WORLD'S LOVE」（通常および必殺・複数技発動時）。
リームシアン・ラ・ヴァース*
声：豊口めぐみ
キャッチコピー：ラ・ヴァースの名を持つ女王
原作同様かってにジオフォートに乗り込み、転送システムを使用しマーベルランドの魔法陣より現れた。
シャイニングフォースを狙いつつ、他作品の魔王らと協力体制を取りジェダの「救済」を見届けようとする。
下記の自軍の部下以外に他作品の敵キャラクターを口づけによって操り主人公らに挑んでくるが、操るために一人一人口づけをしなければならなかったため、「もっといい方法はなかったのか」とつっこまれた。
イノブタ*
声：國分優香里
トウマたちの世界では料理すると美味しいらしい動物。大型の個体（声：中澤まさとも）も登場する。
メデューサ*
声：藤野泰子
頭が蛇の群れになっているリームシアンの忠実な部下。上位種の一回り大きいマスターメデューサも登場する。
サキュバス*
声：土方サンドラ
女性の姿を持つリームシアンの忠実な部下。
ダークストーカー*
声：景浦大輔
男性の姿を持つリームシアンの忠実な部下。上位種のダークサーバント（声：匠つかさ）も登場する。

#### スペースチャンネル5シリーズ
うらら
声：Herself
キャッチコピー：歌って踊れる宇宙放送局のリポーター
今作ではソロユニットとして登場。オロス・プロクスがフェイドゥムを利用してゼファーとリーンベルの記憶を元に電脳空間内に再現した『エンド オブ エタニティ』での神像運搬ミッションに、本人も訳が分からず突然飛ばされた。
マスコミの報道者であり、デビロットのことを知っており、彼女の素性と彼女が自分の目の前に居ることをお茶の間に放送しようとしたためデビロットから毛嫌われる。
戦闘前後の掛け合い会話ではほとんど報道魂に溢れているため、戦闘前の突撃インタビューで仲間を余計に緊張させることが多いほど空気を読んでいない様子。
攻撃時は『ファンタジーゾーン』のオパオパ、『スペースハリアー』の主人公、『エイリアンストーム』のスクーターといったセガのシューティングゲームキャラクターを召喚して攻撃する。
専用テーマは「mexican flyer (original)」。
ココ☆タピオカ*
モロ星人が造った侵略舞踏メカ第一号。見かけからは想像しにくいが、かなりの攻撃力を持っており主人公らを苦しめる。
モロ星人*
かつて舞踏による宇宙侵略を起こそうとした宇宙人でイエモロ（イエロー）、パーモロ（パープル）、ブルモロ（ブルー）が登場。デビロットの発言によると宇宙放送局とは協力体制に置かれているとのことだが、本作ではリームシアンの術により操られている。また、術をかけたリームシアンいわく「妙な味がした」とのこと。

#### エンド オブ エタニティ
ゼファーとリーンベルで1組のペアユニットとして、ヴァシュロンはソロユニットとして登場。
他作品キャラクターにバーゼルの支配者であるカーディナルたちの台詞をいわせるカットが複数存在する。
ゼファー
声：下野紘
キャッチコピー：運命に抗う少年
ヴァシュロンの元でPMFをしている17歳の少年。過去に罪を犯し、ヴァシュロンに引き取られ現在に至っている。
普段は口数は少なく陰気な態度を漂わせているが戦闘時は豹変し狂人のような発言とともに感情を剥き出しにした荒々しい戦い方をする。ただし、歳相応の子供っぽさもあり不器用ながらも根は優しい。
原作ではワイヤーアクションのような滞空時間の長いジャンプ中に銃を乱射するため、それを基準に会話をするために他のキャラクター（特に重装備のキャラクター）からツッコミを受けることがある。そのジャンプの滞空時間のおかげで終盤に彼とリーンベルが助かる場面がある。また、原作の独特のシステムにちなんだ会話もあり、ソロユニットとの組み合わせ次第ではナイフなどの武器の使い方の話になると話がかみ合わないことが多い。
戦闘前後の掛け合い会話ではジュリとゼンガーに彼の中に隠されている罪に気づいているらしく、それに対する鬱陶しさや後悔を表すことがある。特に彼は神を信じていないのだが、ワルキューレとの会話で改めて神が存在することに気づくも彼女が彼に何をしてくれるのかを問いかけたりもする。バツやバンのような暑苦しい熱血漢は苦手とするが、逆に敵に対する殺意を持つ平八とは意気が合うらしい。また、フレンは彼の言葉遣いに理解できない様子。
専用テーマは「Battle to pay the debt [B]」（通常時）と「Irruption [A]」（必殺・複数技発動時）。
リーンベル
声：遠藤綾
キャッチコピー：運命を克服する女
ゼファーと同じくPMFに所属する女性。かつてゼファーに命を助けられ、その後はヴァシュロンに引き取られる。
クリスマスである12月25日生まれで原作終盤で22歳になっている。2人の必殺技の「12時の鐘」は原作のエピソードが元になっている。
過去の自分から変わろうと化粧やおしゃれに気を配っており、戦闘中もそれを徹底しているためゼファーや他作品のキャラクターに呆れられたり急かされることも。
基本的に笑顔を絶やさない前向きな性格で、少し危なっかしい所もある普通の女性だが、不安になるととことん悲観的になる弱い一面もある。本人はあまり自覚が無いようだが少々Sな性格。胸が小さい。ヴァシュロンのことは兄のように思っているそうで、ゼファーに気がある。
今作に出てくるリーンベルがモデルの神像は、原作に登場するカーディナルのNo.2である芸術家ガリジャーノンにより製作された物で、その経緯にはヴァシュロンも一枚かんでいる。だがゼファーやリーンベル、今作の仲間たちからは酷評されている。
専用テーマは「Battle to pay the debt [B]」（通常時）と「Irruption [A]」（必殺・複数技発動時）。
ヴァシュロン
声：成田剣
キャッチコピー：運命を受け入れた男
訳ありのゼファーとリーンベルを引き取りPMFをしている元軍人。26歳。
自他共に認める歴戦の猛者で、その経歴と実力からカーディナルたちからの依頼も受ける。「生きた伝説」とも言える男だが、それに似合わず自分に素直な性格で、助平で金欲が強く、小賢しい一面を持つ。情に流されタダ働きをすることもあるが、基本的には金銭に思考があっさりと左右されることが多い上に本人はそれを悪いことだと思っていないダメ人間の一面もある。
驚異的な身体能力や曲撃ちなどで不意を突きながらも仕留める時は確実性を重視する、地味ながら技巧に富んだ戦い方をする。
依頼を受け神学校に赴いた際に今回の事件に巻き込まれた。軍人時代の戦闘で上官を含めた所属部隊が全滅し、自らも一度死んだが謎の蘇生を果たした経験があるため、似たような経験を持つ大神との戦闘前の掛け合いはいたって真剣だが、それ以外では（特に女性とは）自分の欲望に忠実なノリが軽いスケベ親父と化すことが多い。その典型として、原作ではナイスボディの女性の豊満な胸が揺れるのを見たヴァシュロンの脳内映像であった、腰を揺らしながら両腕を胸の前でグルグル回すカットや、その際の脳内発言である「ビッグマグナム」などの発言が現実のものとして描かれている。豊満な胸を持つナイスボディが好みらしく、胸が小さめのリーンベルは恋愛対象外らしい。同い歳のリンドウと雰囲気が似ているらしく、入れ替わってもソーマたちにしばらく気付かれなかった。自分を年寄りと呼んで楽しようとして、彼より年上のクリスに突っ込まれる掛け合いもある。
専用テーマは「Irruption [A]」。
マッドサッカー*
細身の体に巨大な武器を装備しているモンスター。上位種のカラフルタールマンも登場。
お宝カイコ*
声：長谷川芳明
箱をかぶったグレムリン。上位種のゴールデンミミックも登場。
ブラッドル・チェーンソー*
マネキンの姿を模したモンスター。上位種のブラッドル・フレイムスロウ、フルブラッドルも登場。
ドールデカイコ*
バズーカを装備した肥満型モンスター。上位種のバズデカイコ、シグナルデカイコも登場。

#### ダイナマイト刑事シリーズ
ブルーノ・デリンジャー
声：樋浦勉
キャッチコピー：その男、ミスター・ダイナマイト
本作ではソロユニットとして登場。サンフランシスコ市警察所属の警部補だが、捜査中の物的損害の総額は140億ドルにも上ることから厄介者扱いされている。そのため、毒島から「不吉だ…」と呟かれた。
春麗と共にブラックマーケットに流れた兵器を追ってバミューダ号に乗り込んでいたが、ゆらぎに巻き込まれ一人アラガミの跋扈する電脳世界に転移させられてしまう。しかしどうにか生き延び、スケィスにバラバラにされたアウラを探しに転移してきたメンバーと合流し仲間になる。しかし、合流したものの、悪気はあったわけでもなく、彼の行動が災いしてヴァジュラなどのアラガミをたくさん呼び寄せてしまう。
支援の際には拳銃の他、原作発売当時のCMのキャッチフレーズに使われた「モップ、柱時計、コショウ」を使用し戦う。
戦闘前後の掛け合い会話では、B.S.A.A.に「関わると命がいくつあっても足りない」という厄介者として話題になったり、エリカやゼファーから（爆発で）よく飛ぶ人と思われたりする。他にもレイレイからモップとコショウと柱時計を出すように要求することもある。また、スタイリッシュに戦うダンテでも彼の使う武器でスタイリッシュに戦う自信はないと発言している。
専用テーマは「HIGH-RISE TO HELL」。
古代バミューダ族*
声：中澤まさとも
かつてウルフ・ホンゴウ率いるテロリストと共にシージャックを起こした民族。両手にマシンガンを持った上位種のハイ・バミューダ族（声：匠つかさ）も登場する。
本作はザベルの私設団に参加したりリームシアンに操られるなど、人間でありながら魔界勢力にばかり与している。

#### ゾンビリベンジ
毒島 力也（ぶすじま りきや）
声：浪川大輔
キャッチコピー：邪気に招かれた、内務省特務捜査課エージェント
本作ではソロユニットとして登場。彼の習得している毒島流は一子相伝の秘拳のはずだが、戦闘前後会話では幾人かに伝授しようとする。ただし本作では使用できなかった毒島流四の字固めを伝授しようとした際には、プロレスマニアの小牟以外には断られている。
本作の毒島は原作のアナザーコスチュームを身に纏っている。
『ゾンビリベンジ』での声優は井上真樹夫だったが本作では浪川大輔に変更されている。
専用テーマは「the house of the dead」。
エビタン*
声：中澤まさとも
全身の腐敗が進んだ緑色のミュータント。水の中に群れで潜んでいることが多い。上位種のヘドリン（声：長谷川芳明）も登場する。

#### ファイティングバイパーズシリーズ
バン
声：高橋広樹
キャッチコピー：戦う毒蛇、三代目・仁義衆蛮
本作ではソロユニットとして登場。アームストンシティから来た番長で、「海の向こうの島国の西の町」出身であるバイパー。好物はラーメンライス。
アキラとパイとは知り合いであり、以前勝負したことがある。バツとも知り合いであり、六本木で喧嘩の約束をしていたが、事件に巻き込まれたことで味方キャラクターたちと行動する。
外見や言動が高校生とは思えないため、年齢についての掛け合いが非常に多い。荒々しい関西弁を使うことから、さくらは彼の言葉についていけなかったり、ジェミニが彼から間違った日本語を覚えたりする。ユーリは彼を「年下」と発言するが、逆にパイとシャオユウは彼の外見と年齢の違いに疑問する。特にカイトとブラックローズがゲームキャラクターであることから、ブルーノ同様ゲームを「ピコピコする物」という古い感じに思っている様子。
原作同様、今作ではアーマー脱衣をする演出を見せる。
専用テーマは「Armstone Town Day」。

## 主題歌
オープニングテーマ「Wing Wanderer」
歌・作詞 - 高橋洋子 / 作曲・編曲 - 大森俊之
エンディングテーマ「GALAXY」
歌・作詞 - 高橋洋子 / 作曲・編曲 - 大森俊之

## スタッフ
- プロデューサー - 塚中健介（バンダイナムコゲームス）
- 開発プロデューサー - 石谷浩二（モノリスソフト）
- 開発ディレクター - 森住惣一郎（モノリスソフト）
- パブリシティキャラクターイラスト - 森岡聖人（バンダイナムコスタジオ）
- 戦闘原画、主人公キャラクターデザイン - 斉藤和衛
- バトルカットイン、会話用立ち絵 - 春山和則
- オープニングアニメーション監督 - 雨宮哲（株式会社トリガー）
- オープニングアニメーション制作 - 株式会社トリガー
- サウンド/SE制作 - 有限会社サラマンダー・ファクトリー

## 関連商品

### 攻略本
- PROJECT X ZONE オフィシャルガイドブック ISBN 9784047285354
  - 2012年11月2日発売、株式会社エンターブレイン。特典として、装備品「サファイア・メダル」がダウンロードできるアイテム引換番号つき。

## プロモーション
2012年2月22日に行われた任天堂の発表会である「Nintendo Direct 2012.2.22」にてバンダイナムコゲームス、カプコン、セガ3社のクロスオーバープロジェクトとして発表。同年4月17日に公式サイトがグランドオープンした。
初回生産分は「早期購入者限定スペシャル仕様」として発売され、設定資料集とサウンドトラックが付属した。また各社の公式ECサイト限定で、会社ごとに異なるキャラクターのドット絵がデザインされたPXZオリジナルTシャツが同梱された「3社限定スペシャルエディション」が発売された。ドット絵を担当したのはバンダイナムコスタジオのデザイナーである小野浩。本作の発売記念キャンペーンとして、公式サイトでゲーム内アイテム「ジェイド・メダル」が入手できるダウンロードコードが期間限定で配信された。
2012年12月19日、ニンテンドーeショップより体験版が配信開始された。体験版には「ver.A」と「ver.B」の2種類あり、それぞれ登場キャラクターやプレイできるマップが異なっている。ダウンロード体験版のプレイ可能数は7回まで。